# Tegaldowo (Gunem)
Tegaldowo is een bestuurslaag in het regentschap Rembang van de provincie Midden-Java, Indonesië. Tegaldowo telt 4910 inwoners (volkstelling 2010).